# 2032
2032 рік — високосний рік за григоріанським календарем, що розпочинається в четвер.

## Очікувані події
- Закінчиться термін обміну паперових нідерландських гульденів на євро.

## Без точної дати
- Відбудуться XXXV літні Олімпійські ігри.
- 1000-річний ювілей міста Біла Церква (Україна).

## Інші прогнози
За прогнозами фахівців Роскосмосу, у 2032 році на дуже близькій відстані від Землі пролетить астероїд Апофіс, виявлений в 2004 році. При сильнішій зміні траєкторії польоту астероїда можливо його зіткнення з Землею.

## Вигадані події
- 4 липня 2032 року — Смерть Джона Коннора у серії фільмів Термінатор.